# بوبكر باري
بوبكر باري (بالفرنسية: Boubacar Barry Copa)، من مواليد 30 ديسمبر 1979 في أبيدجان في ساحل العاج، لاعب كرة قدم عاجي.
بدأ مسيرته الكروية مع نادي أسيك ميموساس في عام 1999، ولعب معهم 17 مباراة وسجل هدف واحد، وفي عام 2000 انتقل إلى نادي رين الفرنسي، ولعب معهم حتى عام 2003، وشارك معهم في 67 مباراة وسجل هدف واحد، وفي عام 2003 انتقل إلى نادي بيفيرن البلجيكي، ولعب معهم حتى عام 2007، وشارك معهم في 101 مباراة، ومنذ عام 2007 وهو يلعب مع نادي لوكيرين البلجيكي.
و هو يلعب مع منتخب ساحل العاج لكرة القدم منذ عام 2000.

## روابط خارجية
- بوبكر باري على موقع الاتحاد الدولي (مؤرشف)  (الإنجليزية)
- بوبكر باري على موقع قاعدة بيانات كرة القدم.إي يو (الإنجليزية)
- بوبكر باري على موقع ناشيونال فوتبول تيمز (الإنجليزية)
- بوبكر باري على موقع Soccerbase.com (لاعب) (الإنجليزية)
- بوبكر باري على موقع Soccerway.com (الإنجليزية)
- بوبكر باري على موقع عالم كرة القدم.نت (الإنجليزية)
- بوبكر باري على موقع كووورة
- بوبكر باري على موقع AS.com (الإسبانية)